# Eudonia murana
Eudonia murana — вид лускокрилих комах родини вогнівок-трав'янок (Crambidae).

## Поширення
Вид поширений в Європі. Присутній у фауні України.

## Опис
Розмах крил до 18-23 мм.

## Спосіб життя
Метелики літають з червня по серпень. Буває два покоління за рік. Личинки живляться різними мохами, що ростуть на скелях і стінах, включаючи Hypnum cupressiformis, Dicranum scoparium, Bryum capillare та Grimmia pulvinata.